# Abd as-Salam al-Hamidi
Abd as-Salam al-Hamidi, Abdesselem Lahmidi (arab. عبد السلام الحميدي; ur. w 1926 w Rabacie) – marokański strzelec, olimpijczyk.
Uczestniczył w Letnich Igrzyskach Olimpijskich 1960 w Rzymie. Startował tylko w konkurencji strzelania z karabinu małokalibrowego w trzech postawach z 50 m, w której odpadł w kwalifikacjach (zajął w nich ostatnie miejsce).

## Wyniki olimpijskie
| Igrzyska | Konkurencja                               | Wynik | Miejsce    | Źródło |
| -------- | ----------------------------------------- | --- | ---------- | ------ |
| IO 1960  | Karabin małokalibrowy, trzy postawy, 50 m | Kwalifikacje – 316 punktów (NQ) W pozycji leżącej – 158 punktów (77-81) W pozycji klęczącej – 97 punktów (49-48) W pozycji stojącej – 61 punktów (33-28) | 75 (na 75) | [ 2 ]  |